# Mircea Vodă (gmina w okręgu Braiła)
Mircea Vodă – gmina w Rumunii, w okręgu Braiła. Obejmuje miejscowości Dedulești i Mircea Vodă. W 2011 roku liczyła 3167 mieszkańców. 